# Xysticus squalidus
Xysticus squalidus är en spindelart som beskrevs av Simon 1883. Xysticus squalidus ingår i släktet Xysticus och familjen krabbspindlar. Inga underarter finns listade i Catalogue of Life.